# 风华镇
风华镇，是中华人民共和国贵州省遵义市绥阳县下辖的一个乡镇级行政单位。

## 行政区划
风华镇下辖以下地区：
光明村、金承村、连丰村、金字村、风华村、银堡村、溪源村、牛心村和双龙村。